# Sa`d ibn al-Rabi
Sa`d ibn al-Rabī` (en arabe : سعد بن الربيع) était un compagnon de Mahomet, le fondateur de l'islam. Mahomet en fit un frère d'Abdul-Rahman ibn ‘Aouf, et celui-ci insista pour lui donner la moitié de sa fortune et l'un de ses deux vergers. Sa`d ibn al-Rabī` enjoignit son frère de religion d'épouser l'une de ses femmes par réciprocité. Il fut l'un des chefs qui assista au serment d'allégeance d'Aqabah. Sa'd ibn al-Rabi fut tué lors de la bataille de Uhud, en 625.